# Pedro Ignacio Calderón
Pedro Ignacio Calderón (Paraná, Entre Ríos, 31 de diciembre de 1933) es un músico argentino, que durante muchos años ha sido director de la Orquesta Filarmónica de Buenos Aires.

## Carrera profesional
Estudió  música en Paraná, Buenos Aires y Roma. Algunos de sus maestros fueron Vincenzo Scaramuzza, Alberto Ginastera, Hermann Scherchen y Fernando Previtali. A los 15 años de edad  debutó como director de orquesta y a los 20 dirigió por primera vez en Buenos Aires. En 1958, fue director Titular de la Orquesta Sinfónica de la Universidad Nacional de Tucumán y, en 1963, gracias a una beca  del Fondo Nacional de las Artes estudió durante más de un año en Italia. En 1963, ganó junto con Claudio Abbado y Zdenek Kosler el primer premio del Concurso Internacional para Directores de Orquesta “Dimitri Mitropoulos”, organizado por la Orquesta Filarmónica de Nueva York, lo que le permitió trabajar durante un año como Director Asistente de Leonard Bernstein.
A su regreso fue designado para el cargo de Director Musical de la Orquesta Filarmónica de Buenos Aires que desempeñó por más de veinticinco años. En 1966, creó el Ensamble Musical de Buenos Aires, del cual fue director. Entre otras orquestas europeas que ha dirigido, se cuentan las de Pasdeloup de París, Toulouse y Lille de France, Sinfónica de RadioTelevisión Española y Nacional de España, Tonkunstler de Viena, Filarmónica de  Leningrado y Radiotelevisión de Moscú. Durante 1992 y 1993, se desempeñó como Director de la Orquesta Estable del Teatro Colón, del cual también fue director general y Artístico en repetidas ocasiones. Desde 1994 se desempeña como Director Titular de la Orquesta Sinfónica Nacional, con la que realizó numerosas giras por la Argentina y el extranjero, incluyendo Japón y los Estados Unidos.

## Premios
Recibió en la categoría de Director de Orquesta de Música Clásica el diploma al mérito de la Fundación Konex en 1989 y el Premio Konex de Platino en 1999. Fue declarado ciudadano ilustre de la Ciudad de Buenos Aires por la Legislatura de la Ciudad de Buenos Aires en 2002..

## Conceptos de Calderón
Al preguntársele sobre su concepto sobre el director de orquesta, Calderón respondió en un reportaje: 

"Más que definición podría buscar una descripción de tono humanístico. Porque de hacerlo técnicamente, sólo interesaría a los músicos. Creo que un director de orquesta es básicamente un líder. El es quien lidera un grupo de seres humanos que mediante la eficaz utilización de sus instrumentos deben lograr un objetivo común.
Este grupo de ejecutantes, que en una orquesta sinfónica sobrepasa los cien músicos, deben adaptarse a la personalidad, al carácter que le imprime a la música el propio director. Mediante una serie de señales comprensibles por los ejecutantes, este director logra un objetivo, un estilo propuesto de antemano frente a una composición musical. Calcule usted lo que sería si cada uno de los componentes pudiera tener la libertad de expresarse individualmente sobre una partitura o un texto musical: de cien músicos surgirían noventa versiones diferentes. Un caos. Lo que el director busca es un objetivo y lo que los músicos aceptan es ese objetivo: el convencimiento de que la manera en que van a tocar esa pieza es la mejor manera. Una orquesta es, finalmente, un conjunto de sentimientos y pensamientos orientados hacia el mismo punto. Esto no quiere decir que los componentes de una orquesta no tengan que ser —y lo son naturalmente— personalidades definidas, con sus propios gustos y convicciones acerca de la música. Pero puestos, en cierta manera, a obedecer las directivas de ese líder, lograrán transformarlas en un ideal común.

## Colaboración en cine
Colaboró en la película Buenos Aires, la tercera fundación (1980) y tuvo a su cargo la dirección musical en los filmes De cara al cielo (1979) y La vuelta de Martín Fierro (1974).